# Studenec (Třebíči járás)
Studenec település Csehországban, a Třebíči járásban. Studenec Smrk, Třesov, Koněšín, Pyšel, Pozďatín, Okarec, Kozlany és Zahrádka településekkel határos. Lakosainak száma 625 fő (2024. január 1.).

## Népesség
A település lakosságának változását az alábbi diagram mutatja:
| Lakosok száma | 444  | 560  | 535  | 600  | 582  | 556  | 574  | 588  | 601  | 625  |
|               | 1869 | 1890 | 1921 | 1950 | 1980 | 2001 | 2017 | 2019 | 2022 | 2024 |